# Miss France 1936
Miss France 1936 est la 12e élection de Miss France. Lyne Lassalle remporte le titre,.

## Déroulement
La cérémonie se déroule l'après-midi dans les salons du journal Comœdia. Lyne Lassalle est choisie parmi douze candidates.

## Composition du jury
Le jury est composé de peintres comme Barchet, Brunelleschi, Domergue, Brisgand, Georges Scott, Émile Baes, Beltram Masses, Cappiello ; de sculpteurs comme Maillard ou La Monaca ; d'un photographe, Gaston Manuel ; de journalistes comme Henri de Weindel et du directeur de Comœdia Jean de Rovéra. Il est présidé par la princesse de Mézagne. Le président organique est Maurice de Waleffe.

## Classement
| Miss France 1936 | Miss Picardie  | Lyne Lassalle |
| 1re dauphine     | Gilberte Jouey |               |
| 2e dauphine      |                |               |
| 3e dauphine      |                |               |
| 4e dauphine      |                |               |
| top 12           |                |               |